# Pedicularis hyperborea
Pedicularis hyperborea är en snyltrotsväxtart som beskrevs av Aleksei Ivanovich Vvedensky. Pedicularis hyperborea ingår i släktet spiror, och familjen snyltrotsväxter. Inga underarter finns listade i Catalogue of Life.